# Daniel Arzani
Daniel Arzani - em persa, دنیل ارزانی (Khorramabad, 4 de janeiro de 1999) é um futebolista australiano que atua como atacante. Atualmente joga pelo Aarhus GF, emprestado pelo Manchester City.

## Carreira
Foi convocado para defender a Seleção Australiana de Futebol na Copa de 2018, sendo o mais jovem atleta da competição, com 19 anos.

### Manchester City
Em 9 de agosto de 2018 o Manchester City anunciou a sua contratação.

## Vida pessoal
Arzani, que é iraniano de nascimento, mudou-se para Sydney em 2006 (jogou nas categorias de base do Sydney FC) e posteriormente fixou residência em Melbourne. Além do inglês, é fluente ainda em persa, idioma de seu país de origem.

## Títulos
Melbourne City
- Y-League: 2016–17[7]
- FFA Cup: 2016

Celtic
- Scottish Premiership: 2018–19[8]
- Copa da Escócia: 2018–19
- Copa da Liga Escocesa: 2018–19